# 長崎県道126号松原停車場線
長崎県道126号松原停車場線（ながさきけんどう126ごう まつばらていしゃじょうせん）は、長崎県大村市を通る一般県道である。

## 概要
大村市松原本町のJR九州大村線 松原駅から国道34号に至る。全線にわたって道幅が狭くなっており通行しづらい。国道から駅に向かう途中には、大村市立松原小学校や松原郵便局がある。
長崎街道をルーツとし、旧道路法で国道25号に指定されていた。太平洋戦争の開戦にともない、歩兵第46連隊の衛戍地であり、大村海軍航空隊や第21空廠を擁する大村市と、久留米の師団本部や佐世保鎮守府・嬉野海軍病院との交通連絡網の整備が急がれた。このため国道25号の拡幅工事が沿線各地で実施された。旧松原村内は、宿場町として市街地が形成されていた長崎街道松原宿を避け、大村線をはさんで山側に新道を開削することで対応することになり、敗戦後の1948年（昭和23年）に現大村市内の国道は拡張工事を完了した。これにより、松原宿の長崎街道は国道から降格する。松原宿の長崎街道は、新道路法に基づく県道指定によって、松原駅以南のみが県道に指定され、現在に至る。松原駅入口以北の長崎街道も市道として残存しており、通行は可能である。
大村市草葉町の国道34号松原本町交差点より分岐する。臨海部の工業団地に向かって2車線の市道へとつながるので、分岐部分のみは2車線に拡張されている。市道と分岐し、よし川を渡って1車線区間に入る。ほぼ一直線の道路で、戦前の松原宿の町割がそのまま残されているため、沿線は民家や商店、宿場町時代の旧跡、地場産業の刃物工房が軒を連ねている。離合は困難で、民家の軒下や商店の駐車スペースに入り込んでの通過待ちを強いられる。松原駅は松原宿の北端に位置し、駅前広場に向けて屈曲し、広場で終点となる。

### 路線データ
- 起点：長崎県大村市松原本町（JR九州大村線 松原駅前）
- 終点：長崎県大村市松原本町（松原本町交差点、国道34号交点）
- 総延長：874 m

## 地理

### 通過する自治体
- 大村市

### 交差する道路
| 交差する道路 | 交差する場所 | 交差する場所          |
| ------------ | ------------ | --------------------- |
| 国道34号     | 松原本町     | 松原本町交差点 / 終点 |

### 沿線
- JR九州大村線 松原駅
- 大村市立松原小学校
- 松原郵便局